# 277 Elvira
För andra betydelser, se Elvira (olika betydelser).
277 Elvira eller A888 JA är en asteroid i huvudbältet, som upptäcktes den 3 maj 1888 av den franske astronomen Auguste Charlois. Den namngavs senare Elvira, förmodligen efter en av huvudpersonerna i den franske författaren och politikern Alphonse de Lamartines diktning.
Den tillhör asteroidgruppen Koronis.
Elviras senaste periheliepassage skedde den 25 september 2022. Dess rotationstid har beräknats till 29,69 timmar.